# Ordine di San Carlo
L'Ordine di San Carlo (o Ordine dinastico di San Carlo del principato di Monaco o in francese Ordre de Saint Charles) è un ordine cavalleresco del principato di Monaco.

## Storia
L'ordine venne istituito il 15 marzo 1858 dal principe Carlo III di Monaco, il quale lo dedicò al proprio santo patrono. Esso veniva conferito a coloro che avessero apportato un servizio meritevole a favore del principe o per il principato.

## Classi
L'Ordine dispone delle classiche cinque classi di benemerenza:
- Cavaliere di Gran Croce
- Grand'Ufficiale
- Commendatore
- Ufficiale
- Cavaliere

| Insegne   |           |              |                 |            |              |
|           |           |              |                 |            |              |
| Nastri    |           |              |                 |            |              |
| Cavaliere | Ufficiale | Commendatore | Grand'Ufficiale | Gran Croce | Grand-maître |

## Insegne
- La medaglia consiste in una croce maltese smaltata di bianco e bordata di rosso e d'oro, con delle sfere d'oro a ciascuna punta, dietro la quale è posta una corona d'alloro smaltata di verde. La croce è sorretta dalla corona principesca che consente l'aggancio al nastrino di sostegno. Il medaglione centrale alla medaglia, al diritto è smaltato di rosso con due "C" raffrontate in oro e coronate, il tutto circondato da una fascia smaltata di bianco che riporta in oro il motto PRINCEPS ET PATRIA ("principe e patria"); sul retro, invece, il medaglione presenta una superficie losangata di bianco e di rosso (a rappresentare lo stemma dei Grimaldi di Monaco), circondato da una fascia smaltata di bianco con in oro il motto DEO JUVANTE ("con l'aiuto di Dio").
- Il nastro dell'ordine è bianco con una fascia rossa su ciascun lato.

## Galleria d'immagini

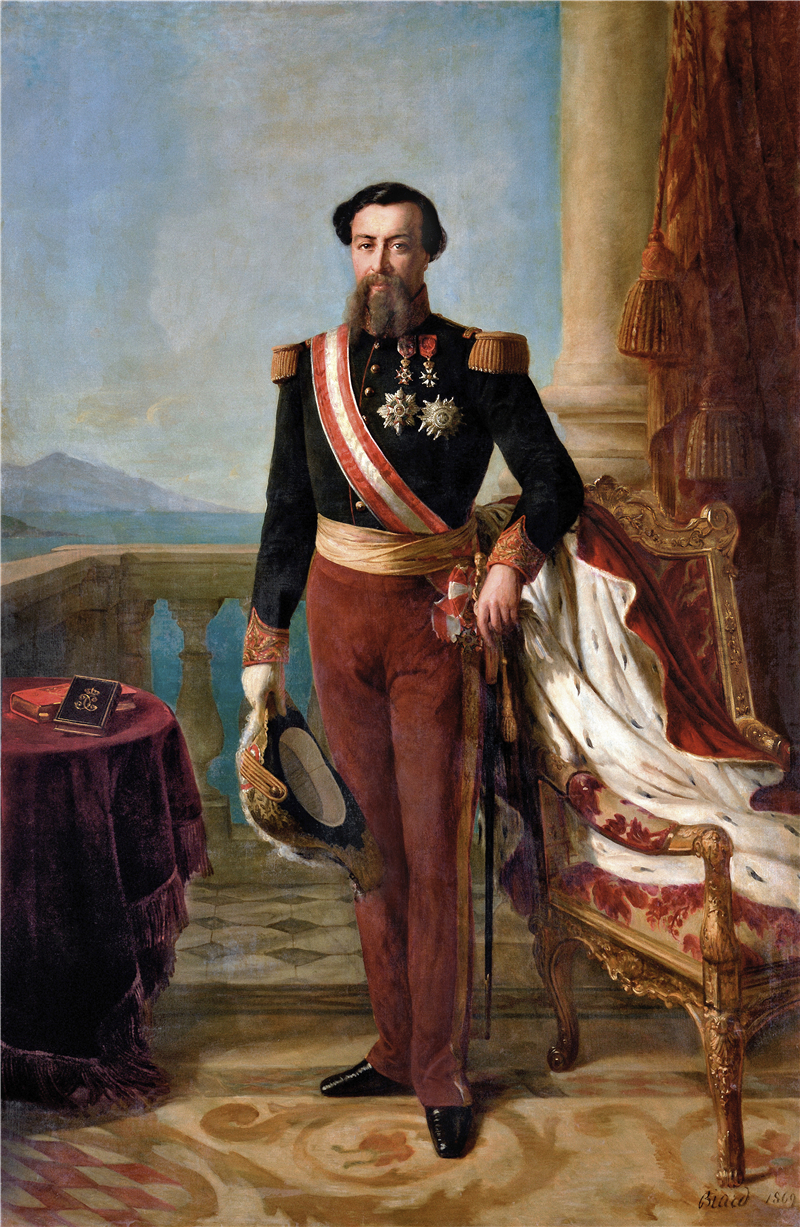
Carlo III di Monaco
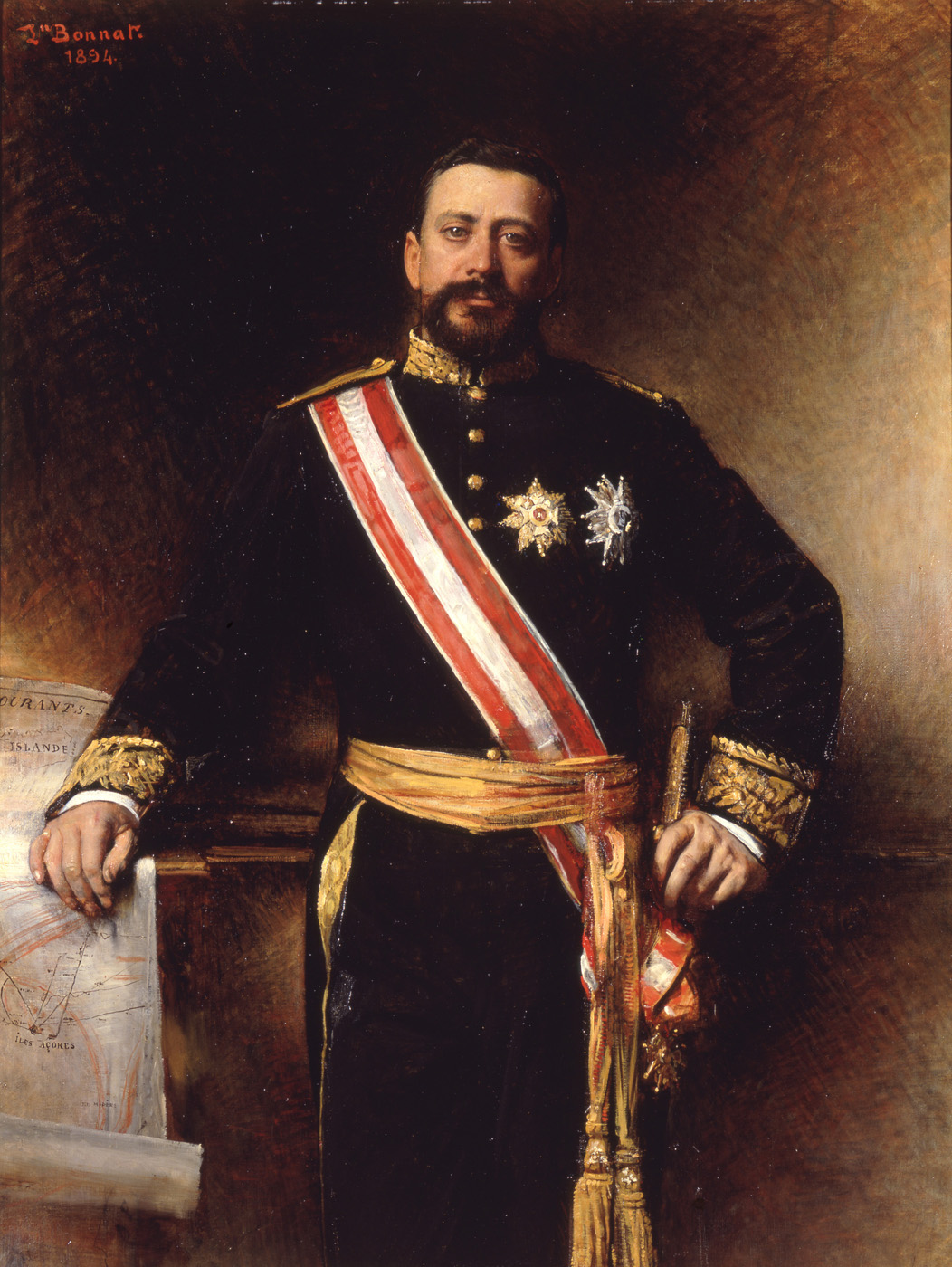
Alberto I di Monaco
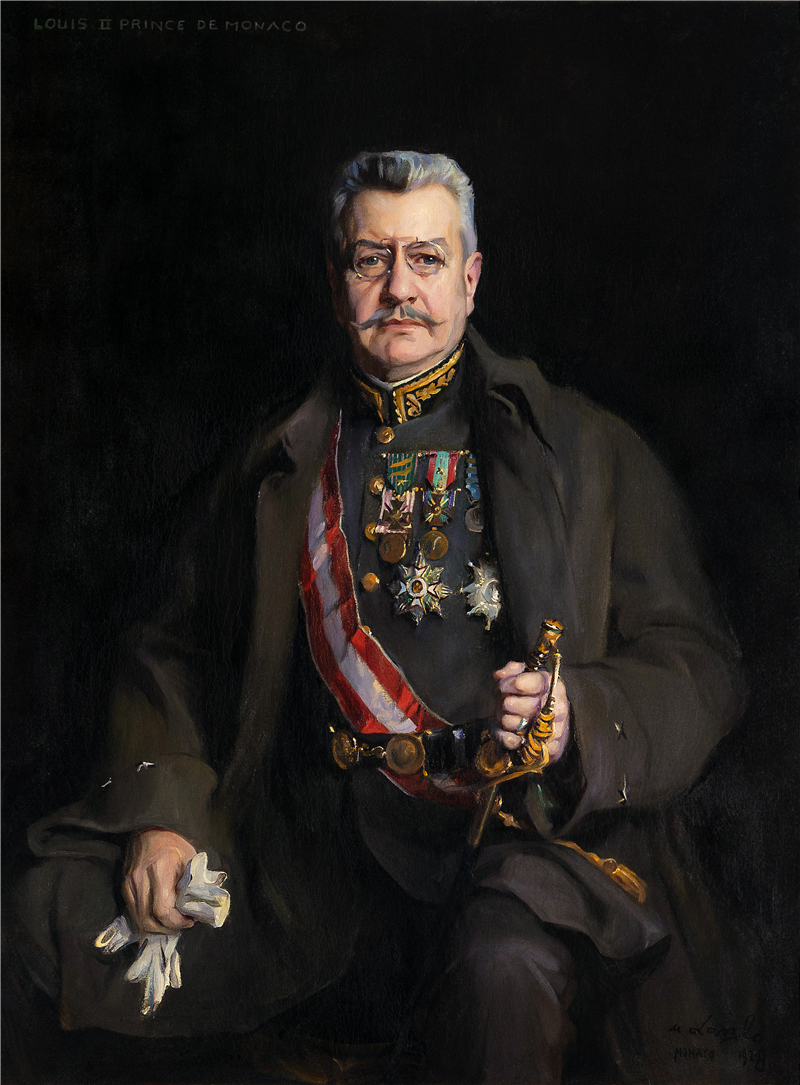
Luigi II di Monaco